# Gréta Kerekes
Gréta Kerekes (née le 9 octobre 1992 à Debrecen) est une athlète hongroise, spécialiste des courses de haies.

## Biographie
En 2023 elle améliore son record personnel d'un centième pour le porter à 12 s 92.
Elle fait partie du relais 4 × 100 mètres qui bat le record national lors des championnats du monde de Budapest en 43 s 38.

## Palmarès

### International
| Date | Compétition                                  | Lieu    | Résultat | Épreuve     | Temps   |
| ---- | -------------------------------------------- | ------- | -------- | ----------- | ------- |
| 2009 | Festival olympique de la jeunesse européenne | Tampere | 2e       | 4 × 100 m   | 46 s 38 |
| 2011 | Championnats d'Europe juniors                | Tallinn | 6e       | 4 × 100 m   | 45 s 24 |
| 2017 | Universiade                                  | Taipei  | 6e       | 100 m haies | 13 s 38 |
| 2019 | Championnats d'Europe en salle               | Glasgow | 5e       | 60 m haies  | 8 s 03  |
| 2019 | Jeux européens                               | Minsk   | 3e       | 100 m haies | 13 s 16 |

### National
- Championnats de Hongrie d'athlétisme
  - Championne du 100 mètres haies en 2014, 2016 et 2017
- Championnats de Hongrie d'athlétisme en salle
  - Championne du 60 mètres haies en 2016, 2017, 2018, 2019, 2021, 2023, 2024

## Records
| Épreuve     | Marque  | Lieu           | Date            |
| ----------- | ------- | -------------- | --------------- |
| 60 m haies  | 7 s 96  | Nyíregyháza    | 18 février 2024 |
| 100 m haies | 12 s 92 | Székesfehérvár | 18 juillet 2023 |